# 贝尔瑙
贝尔瑙（德語：Bärnau，發音：[ˈbɛʁnaʊ] ⓘ）是德国巴伐利亚州上普法尔茨行政区蒂申罗伊特县的城市，面积74.41平方千米，2023年12月31日人口为3,077人。